# Deer Creek (Contea di Outagamie, Wisconsin)
Deer Creek è un comune degli Stati Uniti, situato in Wisconsin, nella Contea di Outagamie.